# 1952 în științifico-fantastic
- 1951 în științifico-fantastic — 1952 în științifico-fantastic — 1953 în științifico-fantastic

1952 în științifico-fantastic a implicat o serie de evenimente:
- 10 octombrie - apare primul număr al revistei italiene Urania în care a fost tradus și publicat romanul lui Arthur C. Clarke, The Sands of Mars (ca Le sabbie di Marte).[1]

## Nașteri și decese

### Nașteri
- Douglas Adams (d. 2001)
- Linda Addison
- Robin Wayne Bailey
- Kage Baker (d. 2010)
- Steven Barnes
- João Barreiros
- Clare Bell
- Karl-Ulrich Burgdorf
- Eugeniusz Dębski
- Candas Jane Dorsey
- Debra Doyle
- Diane Duane
- Valerio Evangelisti
- Jane Fancher
- George Foy
- Diana Gabaldon
- Pierre Gévart, Pseudonim: Hugo van Gaert
- Bruce Golden
- Kathleen Ann Goonan
- Richard Grant
- Hubert Haensel
- Andrea Hairston
- James L. Halperin
- Robin Hobb, pseudonimul scriitoarei Margaret Astrid Lindholm Ogden
- Muhammed Zafar Iqbal
- Gwyneth Jones
- Charles Justiz
- Achmed Khammas
- Chan Koonchung
- Samo Kuščer
- Jean Le Clerc de La Herverie
- Sharon Lee
- Brad Linaweaver
- John Patrick Lowrie
- Christian Mähr
- Walter Mosley
- Norio Nakai
- Patrick O’Leary
- Marek Oramus
- Tim Powers
- Lutz Rathenow
- Kim Stanley Robinson
- Mark E. Rogers (d. 2014)
- Mary Rosenblum (d. 2018)
- Al Sarrantonio
- Darrell Schweitzer
- David J. Skal
- S. P. Somtow
- Phil Stephensen-Payne
- Pierre Stolze
- Somtow Suchartikul
- Yoshiki Tanaka
- Tais Teng
- Lisa Tuttle
- Kathy Tyers
- David Weber
- Bud Webster
- David Zindell
- Robert Zubrin

### Decese
- Fritz Brehmer (n. 1873)
- Wilhelm Schmidt (n. 1876)
- James Morgan Walsh (n. 1897)
- Wilhelm Wirth (n. 1876)

## Filme
| Titlu                       | Regizor                            | Distribuție                                    | Țara                       | Sub-Gen /Note  |
| --------------------------- | ---------------------------------- | ---------------------------------------------- | -------------------------- | -------------- |
| 1 aprilie 2000              | Wolfgang Liebeneiner               | Hilde Krahl, Joseph Meinrad, Curd Jürgens      | Austria                    | [ 3 ]          |
| Alraune                     | Arthur-Maria Rabenalt              | Hildegarde Neff, Erich Von Stroheim            | Germania de Vest           |                |
| Captive Women               | Stuart Gilmore                     | Robert Clarke, Margaret Field, Gloria Saunders | Statele Unite ale Americii | [ 4 ]          |
| The Jungle                  | William A. Berke                   | Rod Cameron, Cesar Romero, Marie Windsor       | Statele Unite ale Americii | [ 5 ]          |
| Radar Men from the Moon     | Fred C. Brannon                    | George Wallace, Aline Towne, Roy Barcroft      | Statele Unite ale Americii | Serie de filme |
| Red Planet Mars             | Harry Horner                       | Peter Graves, Andrea King, Orley Lindgren      | Statele Unite ale Americii |                |
| Untamed Women               | Merle W. Connell, James R. Connell | Mikel Conrad, Doris Merrick, Richard Monahan   | Statele Unite ale Americii |                |
| Zombies of the Stratosphere | Fred C. Brannon                    | Judd Holdren                                   | Statele Unite ale Americii | Serie de filme |
|                             |                                    |                                                |                            |                |